# Квас
Квас је неалкохолни или слабоалкохолни хладни напитак, добијен ферментацијом мешавине ражи или млевеног јечма. Квас је први пут у Кијевској Русији споменут 989. године када је кијевски кнез Владимир превео своје поданике у хришћанство. У летопису је забележено – „поделити народу храну, медовину и квас“.
По деловању на организам сличан је кефиру, кумису (кисело кобиље млеко), киселом млеку и ацидофилину (врста јогурта). Као и сваки производ млечнокиселог врења, квас регулише делатност желудачно-цревног тракта. Та лековита својства се објашњавају садржином у квасу млечне киселине, витамина, слободних аминокиселина, разних шећера и микроелемената.
Број витамина у квасу наизглед није велики, али њихово редовно узимање осетно позитивно утиче на организам. Припрема кваса по старим рецептима представља врло сложену и дуготрајну процедуру с много рада. Од намакања зрна, клијања и парења до сушења, млевења и припреме слада протекне преко 70 дана. Међутим, у данашње време се може купити концентрат кваса од која је једноставно направити квас.

## Особине
Квас садржи много витамина Б1 и E, што му даје лековита својства. Не препоручује се људима који имају проблема са јетром, гастритисом и повишеним крвним притиском. Kвас садржи врло мало алкохола. Максимални садржај алкохола у квасу је 2,2%.

## Начини припремања
Квас се лако припрема како у индустријским тако и у домаћим условима. За припремање у домаћим условима су обично коришћени квасац и зрневље. Да би му се дале посебне нијансе укуса, пићу се често додају јагоде, рен, мента, хмељ, крушке или друге биљке и плодови. У Русији су чести случајеви продаје лажног кваса. Овај квас се по правилу продаје у пластичним боцама, а садржај је газирана вода, обојена и ароматизована.